# Цвятко Сиромашки
Цвятко Сиромашки е български скулптор. Работи в областта на пластиката и в последните години в областта на монументалното изкуство.

## Биография
Цвятко Сиромашки е роден на 20 май 1954 г. в католишката махалa в град Пловдив. Учи в училище „Душо Хаджидеков“, където още 11 годишен се увлича в моделиране с глина. Баща му Андон Сиромашки е леяр по професия и от него се учи не само да лее, но и да прави художествено леене. Баща му по това време работи с много пловдивски скулптори, като Димчо Павлов, Трифон Неделчев, Лина Маджарова и др. Цвятко завършва средното си образование в техникума за „каменоделци“ в село Кунино, където получава солидна подготовка и при кандидатстването си за висше образование е приет в България и в тогавашния Съветски съюз.
През есента на 1974 г. започва да учи в Академията за живопис, скулптура и архитектура в Ленинград. Изкарва две години и поради това че намира академията доста консервативна, през 1976 г. се прехвърля в Художествената академия в София в класа на Величко Минеков.
През 1980 г. прави първата си самостоятелна изложба с творби, чиито първообрази е направил от гипс, а скулптурите са излети от баща му. През 1980-те участва в международни биеналета и симпозиуми „в камък“ и „в бронз“ в България, Испания, Италия, Полша, Унгария, Латвия и Германия. През 1992 г. участва в симпозиума „Сняг и лед“ в Албертвил, Франция. През 1987 г. получава първата си награда за скулптура на Международното биенале на хумора и сатирата в Габрово, а две години по-късно е награден и на VIII Национална младежка изложба – София. Първата награда зад граница е през 1991 г. на Международния симпозиум „в гранит“ Будузо – Италия, където печели втора награда. Преподава за кратко в Средното художествено училище „Сценични кадри“ в родния си град.
На 26 май 2002 г. кметът на Пловдив – Иван Чомаков подарява на папа Йоан Павел II няколко сувенира, между които е и малко бронзово копие на статуята „Пресвето сърце Исусово“, дело на Цвятко Сиромашки.
През 2014 г. е удостоен с „Почетния знак на Пловдив“ и с наградата за принос към българската култура и изкуство „Златно перо“, а през 2016 г. е носител на „Наградата на кмета на Пловдив“. През 2019 г. открива своя самостоятелна експозиция под мотото „След Рим е Тя“, в галерия „Сигна“ в Пловдив.

## Творби

### Скулптури и пластики
Негови творби са притежавани от много галерии, музеи и частни колекции.
- Национална Галерия, София
- Галериите за изящно изкуство в София, Пловдив, Враца, Толбухин, Смолян, Сливен, Габрово и др.
- Музеят за изящни изкуства „А. С. Пушкин“, Москва, Русия
- Музеят в Шчечин, Полша
- Музеят за изящни изкуства в Братислава, Словакия
- Колекция на д-р Ретер Лудвиг-Аахен, д-р Крамер, фирмите „Окулос“, „Лох“, „Клоос“, „Мюлер“, „Крауз“ и др. в Германия
- Щад Хале във Ветцлар, Германия
- Национален Музей Грайфенщаин, Германия

### Паметници и статуи
- Паметник на Люсиен Шевалас в Цар Симеоновата градина
- Паметник на Йосиф Шнитер на Гроздовия пазар.
- Паметна плоча с герба на папа Йоан Павел Втори в памет на посещението му в Пловдив на 26 май 2002 г., поставена на площад „Централен“
- „Пламъкът на Шнитер“ – възпоминателна скулптура до гроба на Йосиф Шнитер на Централните гробища
- Статуя „Пресвето сърце Исусово“ на едноименния храм в град Раковски.
- Мраморна чешма в двора на храм „Свети Великомъченик Димитър“ в Пловдив

## Изложби
Има няколко самостоятелни изложби и е участвал в много международни групови изложби.

### Самостоятелни изложби
- 1980, 1982, 1983, 1984, 1987 София, Пловдив
- 1990, 1991 Гърция – Солун; Вецлар – Германия

### Международни изложби
- 1983 Русия – Москва
- 1985 Полша – Позднан, Шчечин
- 1986 Унгария – Будапеща; Испания – Барселона; Полша – Шчечин
- 1987 Китай – Пекин; Гърция – Солун; Холандия; Италия – Болоня; Швейцария – Цюрих
- 1988 Дания; Италия; Швейцария – Берн; Прага – Чехия; Буданеща – Унгария
- 1989 Германия – Вецлар, Сирия
- 1990 Гърция – Солун; Унгария – Будапеща
- 1991 Германия – Вецлар
- 1992 Германия – Гисен

## Галерия
- Паметник на Йосиф Шнитер в Пловдив
- Паметник на Люсиен Шевалаз в Пловдив
- Паметник с герба на папа Йоан Павел II в Пловдив
- Статуя на „Пресвето сърце Исусово“ в град Раковски